# Nephthea tongaensis
Nephthea tongaensis is een zachte koraalsoort uit de familie Nephtheidae. De koraalsoort komt uit het geslacht Nephthea. Nephthea tongaensis werd in 1903 voor het eerst wetenschappelijk beschreven door Kükenthal. 